# Wybrzeże Kości Słoniowej

Region Wybrzeża Kości Słoniowej

Wybrzeże Kości Słoniowej (fr. Côte d’Ivoire), oficjalnie Republika Wybrzeża Kości Słoniowej (fr. République de Côte d’Ivoire) – państwo w Afryce Zachodniej położone na północnym wybrzeżu Zatoki Gwinejskiej, nad Oceanem Atlantyckim. Graniczy na północy z Mali i Burkiną Faso, na południowym zachodzie z Liberią, na północnym zachodzie z Gwineą, a na wschodzie z Ghaną. Na stosunkowo dużej powierzchni kraju, wynoszącej 322,5 tys. km², żyją przedstawiciele ponad 60 różnych grup etnicznych, należących do trzech afrykańskich rodzin językowych. Pod względem wyznaniowym w Wybrzeżu Kości Słoniowej występuje duże zróżnicowanie – największą grupą są muzułmanie, ale mieszkają tu również katolicy, protestanci oraz inne mniejsze lokalne grupy religijne, głównie animistyczne.
Wczesne dzieje terenów obecnego Wybrzeża Kości Słoniowej są słabo znane. W średniowieczu północne tereny były pod panowaniem imperiów Sudanu Zachodniego. Na początku XVIII wieku powstało tu państwo Kong, które przez cały wiek było ważnym centrum handlu oraz źródłem rozprzestrzeniania się islamu. Po 1830 roku rozpoczęła się ekspansja francuska; poprzez układy i podboje Francuzi uczynili kraj swoją posiadłością. W 1893 tereny te przekształcono w odrębną kolonię. W 1904 obszar ten wszedł w skład Francuskiej Afryki Zachodniej. Kolonizatorzy eksploatowali bogactwa naturalne, głównie złoto i diamenty, oraz rozwijali sieć plantacji.
Po II wojnie światowej rozwijały się ruchy niepodległościowe z Partią Demokratyczną Wybrzeża Kości Słoniowej (PDCI) na czele. W 1958 kraj stał się autonomiczną republiką Wspólnoty Francuskiej. Niepodległość udało się uzyskać 7 sierpnia 1960, a pierwszym prezydentem i premierem został Félix Houphouët-Boigny. PDCI sprawowała dyktatorską władzę aż do roku 1990. Dzięki rozwijaniu gospodarki w kierunku kapitalistycznym Wybrzeże Kości Słoniowej stało się jednym z najbardziej stabilnych i zamożnych państw afrykańskich. W latach 80. nastąpiło spowolnienie gospodarcze z powodu kryzysu, wywołanego spadkiem cen eksportowanych towarów oraz długotrwałą suszą. W 1999 doszło do zamachu stanu, który stał się początkiem nieustannych konfliktów. Kryzys zakończyła II wojna domowa zakończona zwycięstwem stronników Alassane Ouattary. W 2015 wybory prezydenckie ponownie wygrał Ouattara, który pobudził wzrost gospodarczy poprzez liberalną i interwencjonistyczną politykę. Krytykowany jest jednak za kierowanie armią i wymiarem sprawiedliwości.
Wybrzeże Kości Słoniowej jest republiką prezydencką. Głową państwa jest prezydent wybierany w powszechnych wyborach bezpośrednich na 5-letnią kadencję. Władza ustawodawcza należy do dwuizbowego parlamentu: Zgromadzenia Narodowego i Senatu. Stolicą państwa jest Jamusukro, jednak prawie wszystkie instytucje państwowe znajdują się w Abidżanie.

## Etymologia nazwy
W XV i XVI wieku francuscy i portugalscy żeglarze podzielili wybrzeże Zachodniej Afryki na cztery części. Każda z nich wzięła nazwę od głównego towaru z niej eksportowanego, w tym przypadku kości słoniowej. Tereny obecnego Wybrzeża francuscy eksploratorzy nazwali Côte d’Ivoire, a portugalscy Costa do Marfim, co dosłownie oznacza Wybrzeże kości słoniowej.
W 1986 roku rząd republiki ogłosił, że oficjalną nazwą państwa na potrzeby protokołu dyplomatycznego będzie République de Côte d’Ivoire niezależnie od języka i odmówił akceptowania jakichkolwiek innych nazw tego państwa. Stąd, według tego poglądu, poprawną nazwą także w języku polskim powinna być nazwa francuska. Decyzja ta nie znalazła jednak szerszego oddźwięku poza dyplomacją. W Polsce w użyciu oficjalnym nazwa Republika Côte d’Ivoire była stosowana przez pewien czas, jednak obecnie zalecana jest tylko nazwa Republika Wybrzeża Kości Słoniowej. Również w innych językach przeważnie stosuje się narodowe formy nazwy.
Jednowyrazowe określenia mieszkańców Wybrzeża Kości Słoniowej nie są w języku polskim powszechnie w użyciu, lecz możliwe są formy: Iworyjczyk, Iworyjka, Iworyjczycy – pochodzące od francuskiej nazwy państwa.

## Geografia

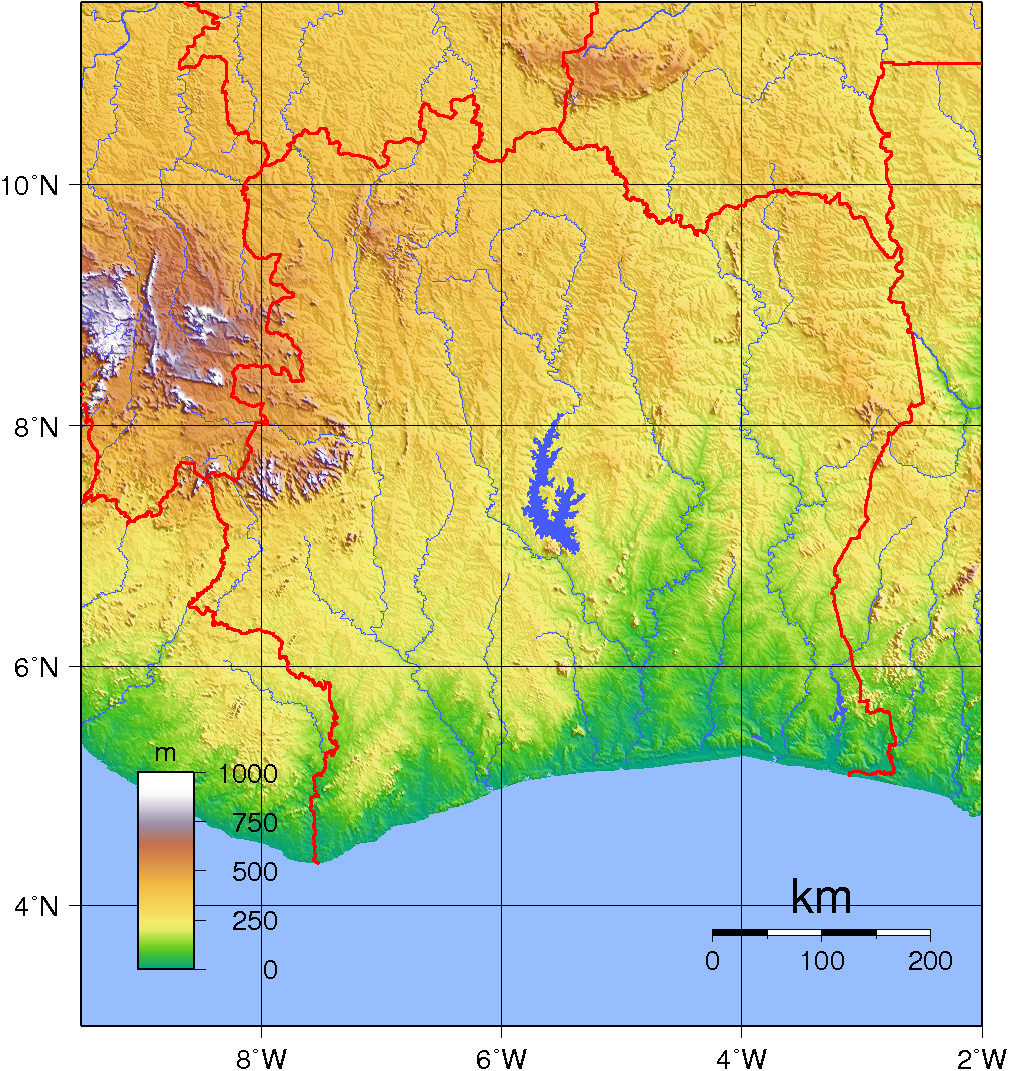
Topografia Wybrzeża Kości Słoniowej

Wybrzeże Kości Słoniowej położone jest na kontynencie afrykańskim, na północnym wybrzeżu Zatoki Gwinejskiej. Graniczy od północy z Mali i Burkiną Faso, na wschodzie z Ghaną, na południowym zachodzie z Liberią, a na północnym zachodzie Gwineą. Państwo to zajmuje powierzchnię 322 463 km², co daje mu 70. miejsce na świecie. Powierzchnia wodna kraju wynosi 4460 km², co stanowi 1,4% całkowitej powierzchni. Długość linii brzegowej wynosi 520 km.
Łączna długość granic Wybrzeża Kości Słoniowej wynosi 3458 km, z czego z Burkiną Faso 545 km, Ghaną 720 km, Gwineą 816 km, Liberią 778 km i Mali 599 km.

### Ukształtowanie powierzchni
Powierzchnia Wybrzeża Kości Słoniowej dzieli się na dwie strefy. Na południu znajduje się aluwialna nizina nadbrzeżna, która zajmuje ok. ¼ powierzchni całego kraju. Zachodnia część wybrzeża jest skalista, a wschodnia płaska z licznymi lagunami. Jedyny górzysty obszar kraju znajduje się na zachodzie, przy granicy z Gwineą. Najwyższym punktem tego masywu jest góra Nimba, wznosząca się na wysokość 1752 m n.p.m. Pozostałą część kraju zajmuje płaskowyż, który porasta sawanna. Większość tego terenu wznosi się na wysokość między 200 a 350 m n.p.m.

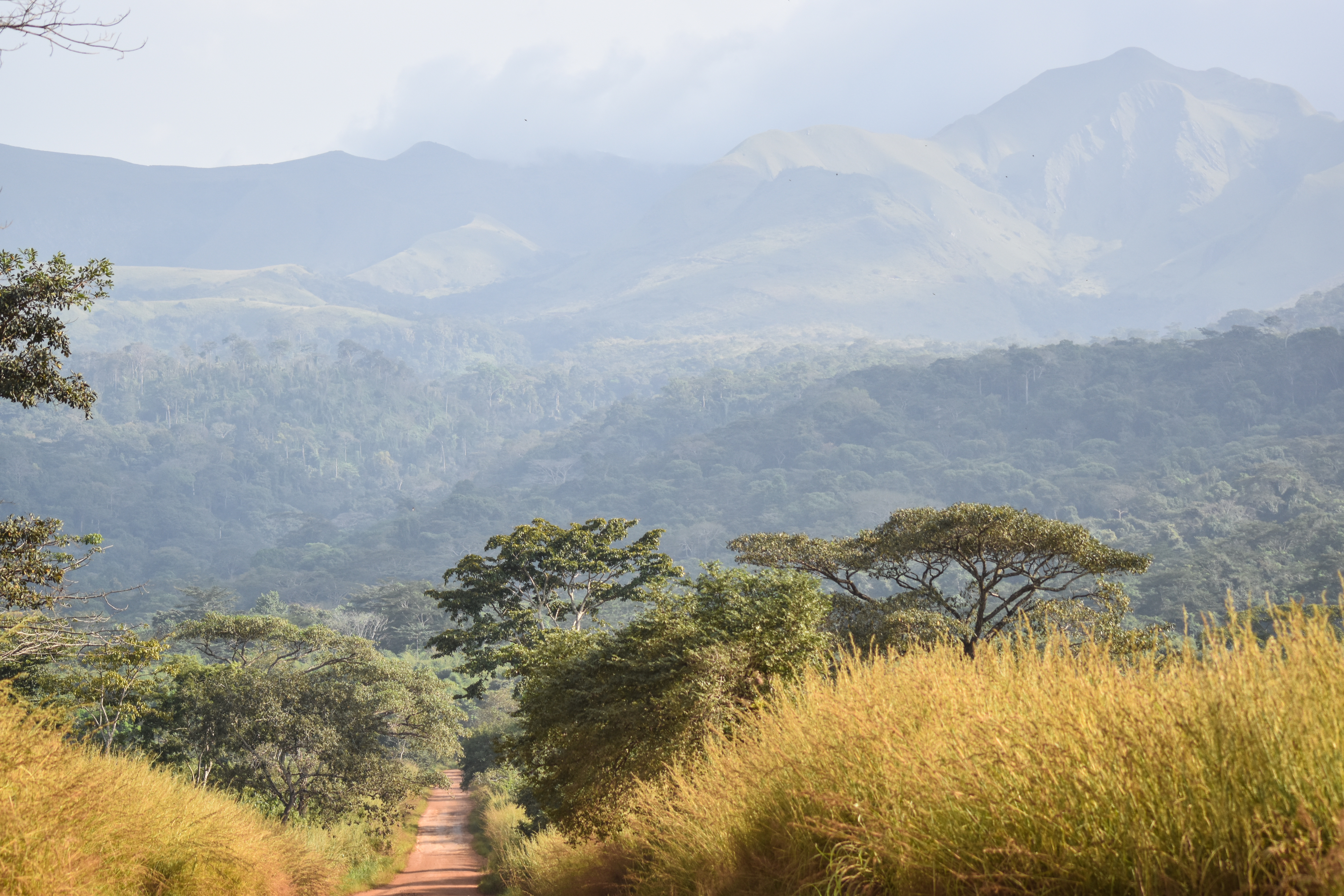
Masyw Nimba

Sieć rzeczna kraju jest dobrze rozwinięta. Wody śródlądowe zajmują 4460 km², czyli 1,38% całkowitej powierzchni kraju. Teren Wybrzeża Kości Słoniowej należy do zlewiska Oceanu Atlantyckiego. Większość rzek płynie w kierunku północ-południe. Rzeki te cechują się dużymi wahaniami wodostanów. Nie dotyczy to tylko Cavalli, która wypływa z regionu należącego do masywu Man. Rzeki są żeglowne jedynie w swych dolnych odcinkach. Na terenie płaskowyżu i terenów górzystych licznie występują progi. Największymi rzekami w kraju są Bandama (1050 km), Cavalla (700 km) oraz Sassandra (650 km).

### Klimat

Mapa klimatyczna Wybrzeża Kości Słoniowej według klasyfikacji klimatów Köppena.

W Wybrzeżu Kości Słoniowej można wyróżnić trzy pasy klimatyczne ułożone równolegle do wybrzeża. Od północnego wschodu harmattan przynosi w zimie gorące, suche i zapylone powietrze znad Sahary, które wysusza ziemię. Z kolei monsun wiejący znad Zatoki Gwinejskiej przynosi ciepłe i wilgotne powietrze. To determinuje klimat południowej części Wybrzeża Kości Słoniowej przez cały rok, a na północy przynosi letnie deszcze.
Na wybrzeżu występuje klimat równikowy wybitnie wilgotny, charakteryzujący się niskimi wahaniami temperatur (między 25 °C a 30 °C), wysokim poziomem wilgotności (80–90%) oraz obfitymi opadami (od 1766 mm w Abidżanie do 2129 mm w Tabou). W regionie tym występują dwie pory deszczowe i pory suche. Duża pora sucha trwa od grudnia do kwietnia, charakteryzuje się wysoką temperaturą i sporadycznymi opadami deszczu. Mała pora sucha przypada na sierpień i wrzesień. Duża pora deszczowa trwa od maja do lipca, podczas gdy mała pora deszczowa przypada na październik i listopad.
| Miesiąc                                                            | Sty  | Lut  | Mar   | Kwi   | Maj   | Cze   | Lip   | Sie  | Wrz  | Paź   | Lis   | Gru  | Roczna |
| ------------------------------------------------------------------ | ---- | ---- | ----- | ----- | ----- | ----- | ----- | ---- | ---- | ----- | ----- | ---- | ------ |
| Średnie temperatury w dzień [°C]                                   | 30,5 | 31   | 31,1  | 31,2  | 30,4  | 28,7  | 27,4  | 26,9 | 27,6 | 29,2  | 30,5  | 30,3 | 29,6   |
| Średnie dobowe temperatury [°C]                                    | 27   | 27,8 | 28    | 28,1  | 27,5  | 26,2  | 25,2  | 24,5 | 25   | 26,4  | 27,5  | 27,1 | 26,7   |
| Średnie temperatury w nocy [°C]                                    | 23,5 | 24,6 | 24,9  | 24,9  | 24,6  | 23,7  | 22,9  | 22,1 | 22,3 | 23,6  | 24,4  | 23,8 | 23,8   |
| Opady [mm]                                                         | 16,3 | 48,9 | 106,7 | 141,3 | 293,5 | 561,8 | 205,7 | 36,8 | 80,5 | 137,7 | 143,3 | 75,1 | 1847,7 |
| Średnia liczba dni z opadami                                       | 3    | 5    | 9     | 11    | 17    | 21    | 13    | 12   | 12   | 14    | 13    | 7    | 137    |
| Źródło: Weather Atlas (liczba dni z opadami ≥1 mm) 3 stycznia 2019 |      |      |       |       |       |       |       |      |      |       |       |      |        |

Klimat sawann wilgotny występuje w północnej części lasu deszczowego i południowej części sawann. Temperatury wykazują większe wahania, od 14 °C do 33 °C niż na wybrzeżu, wilgotność zwykle wynosi od 60% do 70%. Średnie roczne opady wynoszą około 1200 mm w największym mieście regionu, Bouaké. Tutaj także można wyróżnić cztery pory roku: dwie suche od listopada do marca i od lipca do sierpnia oraz dwie deszczowe od czerwca do października i od marca do maja.
| Miesiąc                                                            | Sty  | Lut  | Mar  | Kwi   | Maj   | Cze   | Lip   | Sie  | Wrz   | Paź   | Lis  | Gru  | Roczna |
| ------------------------------------------------------------------ | ---- | ---- | ---- | ----- | ----- | ----- | ----- | ---- | ----- | ----- | ---- | ---- | ------ |
| Średnie temperatury w dzień [°C]                                   | 33   | 33,5 | 33,8 | 32,7  | 31    | 29,9  | 27,8  | 27,7 | 28,5  | 30,1  | 31,3 | 31,7 | 30,9   |
| Średnie dobowe temperatury [°C]                                    | 26,8 | 27,7 | 28,1 | 27,4  | 26,4  | 25,6  | 24,3  | 24,3 | 24,8  | 25,7  | 26,3 | 26   | 26,1   |
| Średnie temperatury w nocy [°C]                                    | 20,6 | 21,8 | 22,3 | 22    | 21,7  | 21,2  | 20,8  | 20,9 | 21,1  | 21,3  | 21,3 | 20,3 | 21,3   |
| Opady [mm]                                                         | 12,5 | 40   | 83,8 | 126,4 | 123,7 | 147,2 | 117,5 | 128  | 168,1 | 107,9 | 30,2 | 14,6 | 1099,9 |
| Średnia liczba dni z opadami                                       | 1    | 3    | 6    | 9     | 13    | 12    | 12    | 13   | 12    | 11    | 4    | 1    | 97     |
| Źródło: Weather Atlas (liczba dni z opadami ≥1 mm) 3 stycznia 2019 |      |      |      |       |       |       |       |      |       |       |      |      |        |

Suchy klimat sawann panuje głównie w regionie Savanes. Dzienne wahania temperatur wynoszą nawet 20 °C, a wilgotność jest niższa niż na południu kraju, między 40 a 50%. Od grudnia do końca lutego wieje tu chłodny i suchy wiatr harmattan. W strefie tej można wyróżnić dwie pory roku: suchą od listopada do czerwca oraz deszczową od lipca do października. Średnia suma rocznych opadów to ok. 1200 mm.
| Miesiąc                                                            | Sty  | Lut  | Mar  | Kwi  | Maj   | Cze   | Lip   | Sie   | Wrz   | Paź   | Lis  | Gru  | Roczna |
| ------------------------------------------------------------------ | ---- | ---- | ---- | ---- | ----- | ----- | ----- | ----- | ----- | ----- | ---- | ---- | ------ |
| Średnie temperatury w dzień [°C]                                   | 33,4 | 35,6 | 35,3 | 34,9 | 33,2  | 31,3  | 29,8  | 29,5  | 30,2  | 29,9  | 32,6 | 32,3 | 32,3   |
| Średnie dobowe temperatury [°C]                                    | 27   | 27,8 | 28   | 28,1 | 27,5  | 26,2  | 25,2  | 24,5  | 25    | 26,4  | 27,5 | 27,1 | 26,7   |
| Średnie temperatury w nocy [°C]                                    | 14,7 | 18,4 | 21,3 | 22,3 | 21,9  | 20,9  | 20,5  | 20,3  | 20,4  | 19,8  | 18,2 | 14,8 | 19,5   |
| Opady [mm]                                                         | 43   | 10,6 | 33,4 | 78,9 | 118,8 | 153,4 | 283,5 | 342,2 | 251,2 | 140,6 | 31,5 | 13,6 | 1500,7 |
| Źródło: Weather Atlas (liczba dni z opadami ≥1 mm) 5 stycznia 2019 |      |      |      |      |       |       |       |       |       |       |      |      |        |

### Fauna i flora

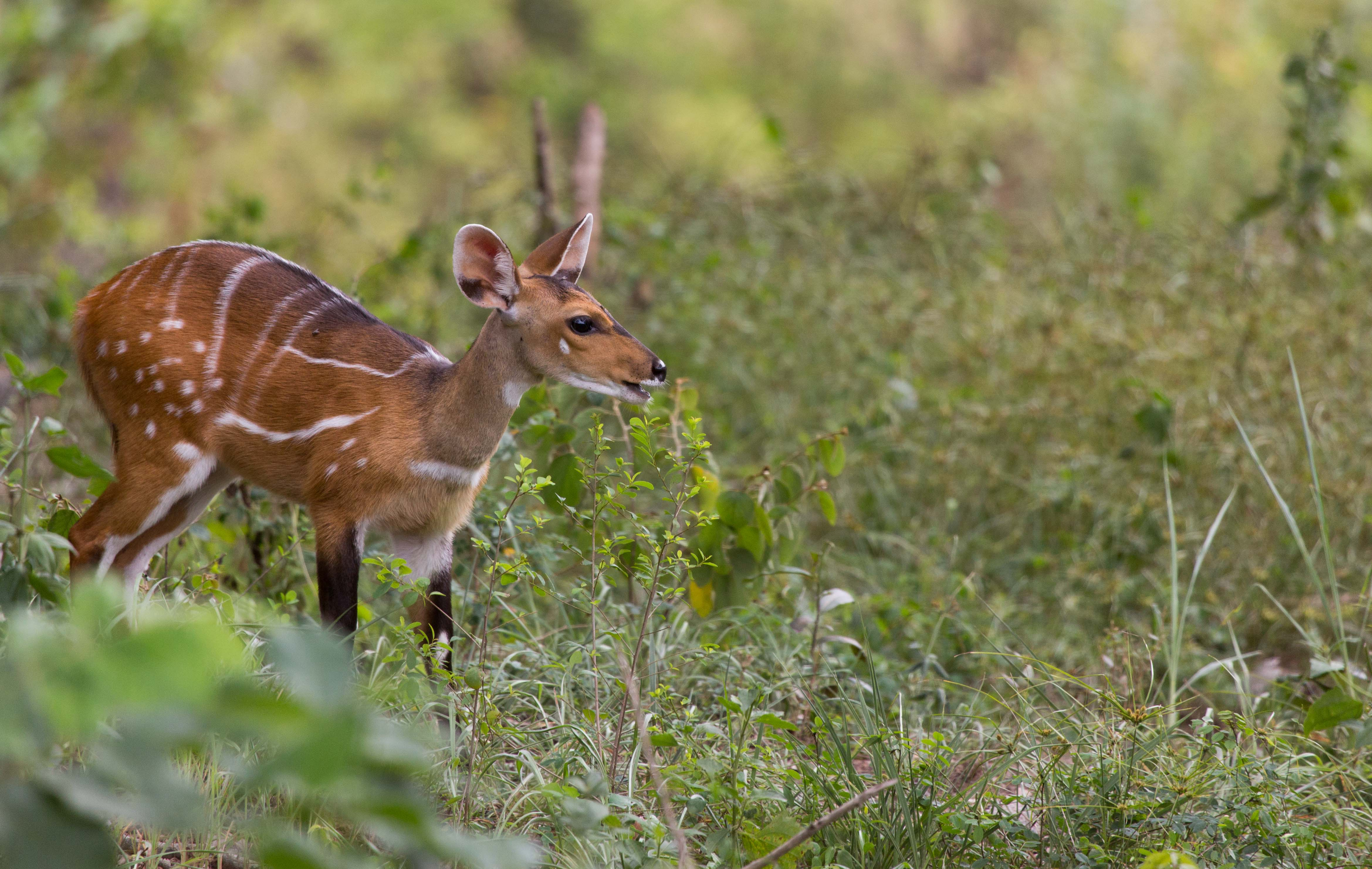
Buszbok subsaharyjski w Parku Narodowym Komoé

Wybrzeże Kości Słoniowej jest bogate w różnorodne formy życia roślinnego i zwierzęcego. Dominującą formą roślinności jest sawanna. Środkową część kraju porasta wysokotrawiasta sawanna gwinejska, a miejscami występują widne lasy tropikalne, które sezonowo zrzucają liście. Na północnych terenach kraju, gdzie pora sucha trwa niemal pół roku, występuje sawanna sudańska. Zagęszczenie drzew jest tam niewielkie, a trawy są niskie i wysychają w porze suchej. Charakterystycznymi gatunkami drzew w tej formacji roślinnej są baobaby, akacje i drzewa masłowe. Na południu występują częściowo zdegradowane lasy równikowe oraz namorzyny.

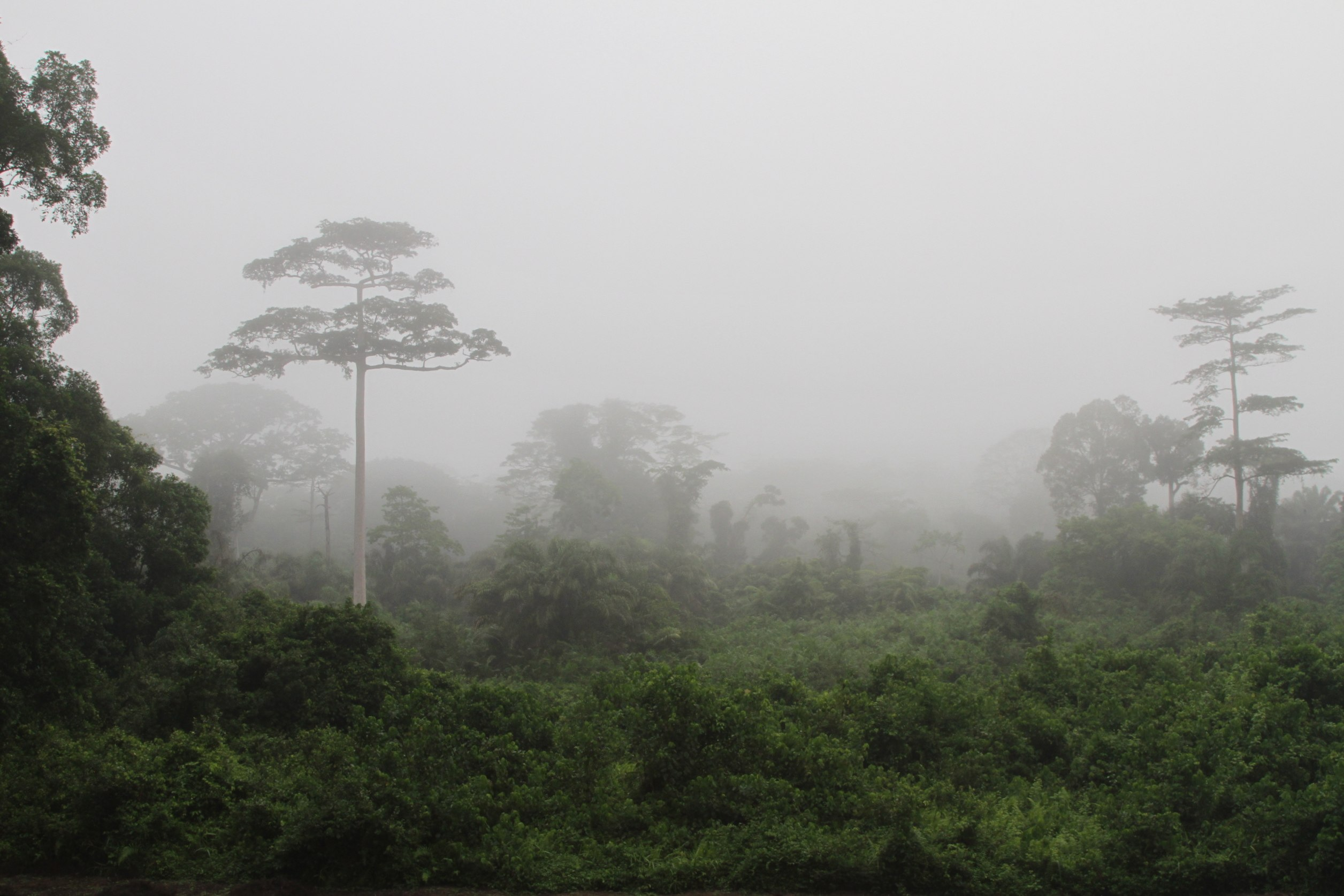
Park Narodowy Taï

Populacja słoni została znacznie zredukowana przez polowania i kłusownictwo, dziś można ją znaleźć tylko w rezerwatach. Ponadto w kraju występują hipopotamy, dzikacze leśne, dujkery, wiele przedstawicieli naczelnych, gryzoni, łuskowców, kotowatych takich jak lamparty oraz mangustowatych; można tu znaleźć także hieny i szakale. Żyją tu również setki gatunków ptaków (czaple, bociany takie jak bocian białoszyi i marabut afrykański, kaczki, gęsi oraz ptaki drapieżne). Na sawannach nad rzekami występuje krokodyl wąskopyski, w rzekach w lasach deszczowych krokodyl krótkopyski. Można tu znaleźć wiele gatunków węży m.in. kobrę naja, mambę, żmiję sykliwą, żmiję gabońską, żmiję rogatonosą, pytona skalnego i pytona królewskiego, a także termity, które zdobią krajobraz licznymi kopcami oraz żuki. W rzekach żyją liczne gatunki ryb, takie jak pielęgnice lub liścień afrykański, podczas gdy w wodach przybrzeżnych można znaleźć krewetki, tawrosze piaskowe i inne rekiny, iglicznie, płaszczki, batrachowate, flądrokształtne oraz karetty. Wiele gatunków, takich jak szympansy, jest już bardzo rzadkich lub zagrożonych wyginięciem.
6% powierzchni kraju zajmują obszary chronione. Największym z nich jest Park Narodowy Komoé. Dzięki rzece Komoé, która przepływa przez park, występują tu takie formacje roślinne, jak sawanny krzewiaste oraz gęste lasy wilgotne, które występują głównie na południu kraju. W Parku Narodowym Taï można znaleźć drzewa rosnące na ponad 45 metrów oraz wiele zagrożonych gatunków ssaków, jak hipopotamy karłowate i jedenaście gatunków małp. Oba parki znajdują się liście światowego dziedzictwa przyrody UNESCO. Oprócz nich na terenie kraju znajduje się sześć innych parków narodowych.

## Historia

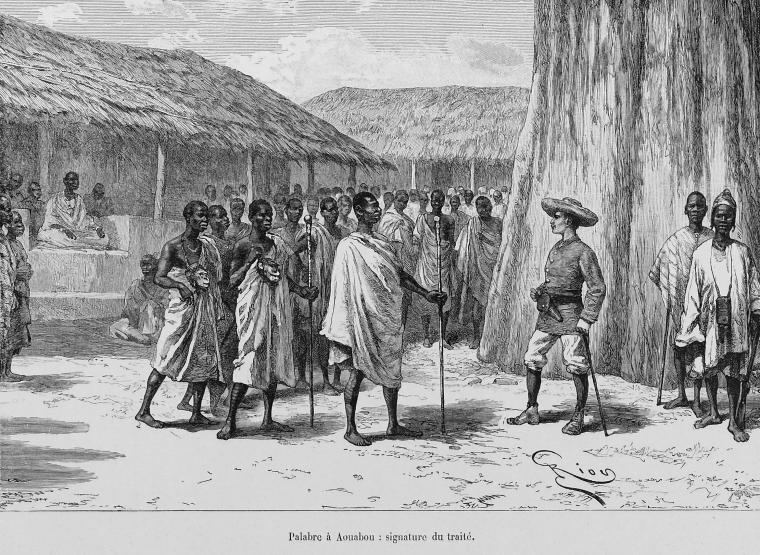
Spotkanie Bingera z lokalnymi wodzami w Aouabou

Wczesna historia obecnego Wybrzeża Kości Słoniowej jest słabo zbadana. Wiadomo, że w średniowieczu północ kraju znajdowała się pod wpływem mocarstw Sudanu Zachodniego: Ghany, Imperium Mali i Songhaju. Na początku XVIII wieku powstało tu państwo Kong. Organizm ten był do XIX wieku ważnym centrum handlowym i ogniskiem rozprzestrzeniania się religii islamskiej. Na przełomie 1471 i 1472 obszar wybrzeża został odkryty dla Europy przez Portugalczyków. W XVI i XVII wieku został spenetrowany przez kupców i misjonarzy europejskich (portugalskich, angielskich, francuskich oraz holenderskich). Na przełomie XVII i XVIII wieku utworzone zostały punkty wywozu kości słoniowej i niewolników. Po 1830 roku miała miejsce ekspansja francuska. W ciągu XIX wieku poprzez podboje i układy Francuzi uczynili kraj swoją posiadłością. W 1893 roku Wybrzeże przekształcono w odrębną kolonię. W 1904 roku obszar wszedł w skład Francuskiej Afryki Zachodniej. Na północy Francuzi natrafili na silny opór państwa Samori’ego Touré. Opór tamtejszej ludności został zlikwidowany dopiero w latach 1906–1913. Gospodarka okresu kolonialnego polegała na eksploatacji bogactw naturalnych (złoto, diamenty) oraz rozwijaniu gospodarki plantacyjnej.
Po 1945 roku rozwijał się ruch niepodległościowy. Najważniejszym ugrupowaniem niepodległościowców była Partia Demokratyczna Wybrzeża Kości Słoniowej (PDCI). W 1946 Wybrzeże uzyskało status terytorium zamorskiego Francji. W 1958 roku kraj stał się autonomiczną republiką wchodzącą w skład Wspólnoty Francuskiej. W 1960 roku kraj uzyskał niepodległość, utrzymując jednak ścisłe związki z byłą metropolią. Pierwszym prezydentem i premierem został Félix Houphouët-Boigny z PDCI. Przywódca wybrał kapitalistyczną drogę gospodarki i związał się z afrykańskimi państwami o podobnym stanowisku. PDCI sprawowało dyktatorską, jednopartyjną władzę, z której zrezygnowano po 1990 roku (po wcześniejszym spowolnieniu rozwoju gospodarczego). W 1993 roku po śmierci dotychczasowego przywódcy, prezydentem został Henri Konan Bédié również będący członkiem PDCI.
W 1999 roku doszło do wojskowego zamachu stanu. Pucz zapoczątkował okres nieustannych konfliktów. W następstwie zamachu Konan-Bédié został obalony. Władzę przejął Narodowy Komitet Ocalenia Publicznego, a jego przywódcą został generał Robert Guéï. Wojskowi zawiesili konstytucję i rozwiązali parlament. W 2000 roku junta powołała tymczasowy rząd z udziałem wojskowych i polityków. W tym samym roku wprowadzono nową konstytucję. Wybory, które odbyły się w tym samym roku, wygrał Laurent Gbagbo, chrześcijanin z południa kraju. Jego wyboru nie uznała armia i muzułmańska północ Wybrzeża. W 2002 roku generał Guei zorganizował nieudany pucz. O ile rebelia wiernych mu wojskowych została zdławiona, to bunt utrzymał się na muzułmańskiej północy, co przerodziło się w wojnę domową. W kraju rozgorzały antagonizmy religijne i etniczne. Francja zareagowała na konflikt zwiększeniem militarnej obecności w kraju. Na jesień 2004 roku francuskie wojsko zniszczyło lotnictwo Wybrzeża, co wywołało gwałtowne antyeuropejskie zamieszki w Abidżanie. W latach 2010–2011 miał miejsce okres dwuwładzy (rządy byłego prezydenta Laurenta Gbango i nowo wybranego – Alassane Ouattary). Kryzys zakończyła II wojna domowa zakończona zwycięstwem stronników Outtary.

## Demografia

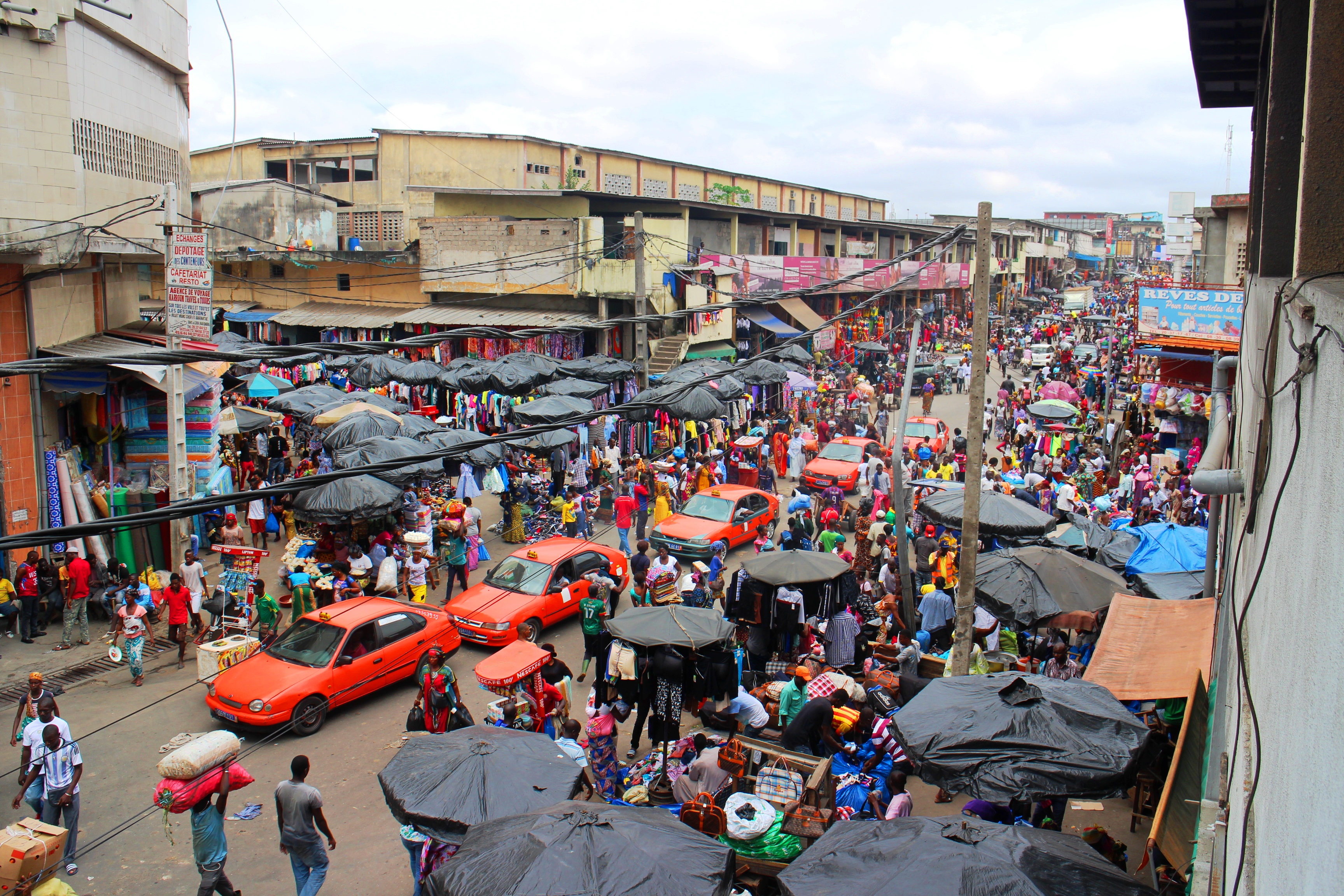
Abidżan

Wybrzeże Kości Słoniowej zamieszkuje ponad 60 różnych grup etnicznych, zaliczanych do pięciu głównych grup ludów:
- Akan (najliczniejsza; mieszkają na wschodzie i w środkowej części kraju, jak Baule; zalicza się tu także ludy lagunowe na południowym wschodzie: Attie i Ebrie)
- Kru (na południowym zachodzie; wśród nich Bete, Gere, Bakue)
- południowi Mande (na zachodzie, wśród nich Dan)
- północni Mande (na północnym zachodzie, wśród nich Malinke)
- ludy woltajskie (Senoufo i Lobi na północy).

Należą one do trzech afrykańskich rodzin językowych: bantuidalnej, mande oraz gwinejskiej. Takie etniczne rozdrobnienie powoduje, że oficjalnym językiem umożliwiającym porozumiewanie się jest francuski, odziedziczony po Francuzach. Z rdzennych języków największe znaczenie mają język akan i kru.
Według spisów z początków lat 90. XX w. 30% społeczeństwa Wybrzeża Kości Słoniowej stanowili imigranci z sąsiednich krajów, zatrudnieni głównie na południu (50% z nich pochodziło z Burkiny Faso, a 22% z Mali). Poza Afrykańczykami kraj zamieszkują m.in. Libańczycy (ok. 60 tys.) i Francuzi (ok. 10 tys.). Około 0,5 mln emigrantów pochodzących z Wybrzeża Kości Słoniowej zamieszkuje Francję.
Mieszkańców i mieszkanki Wybrzeża Kości Słoniowej, niezależnie od przynależności etnicznej, nazywa się Iworyjczykami i Iworyjkami, co wywodzi się od francuskiej nazwy tego państwa – Côte d’Ivoire.

### Religia

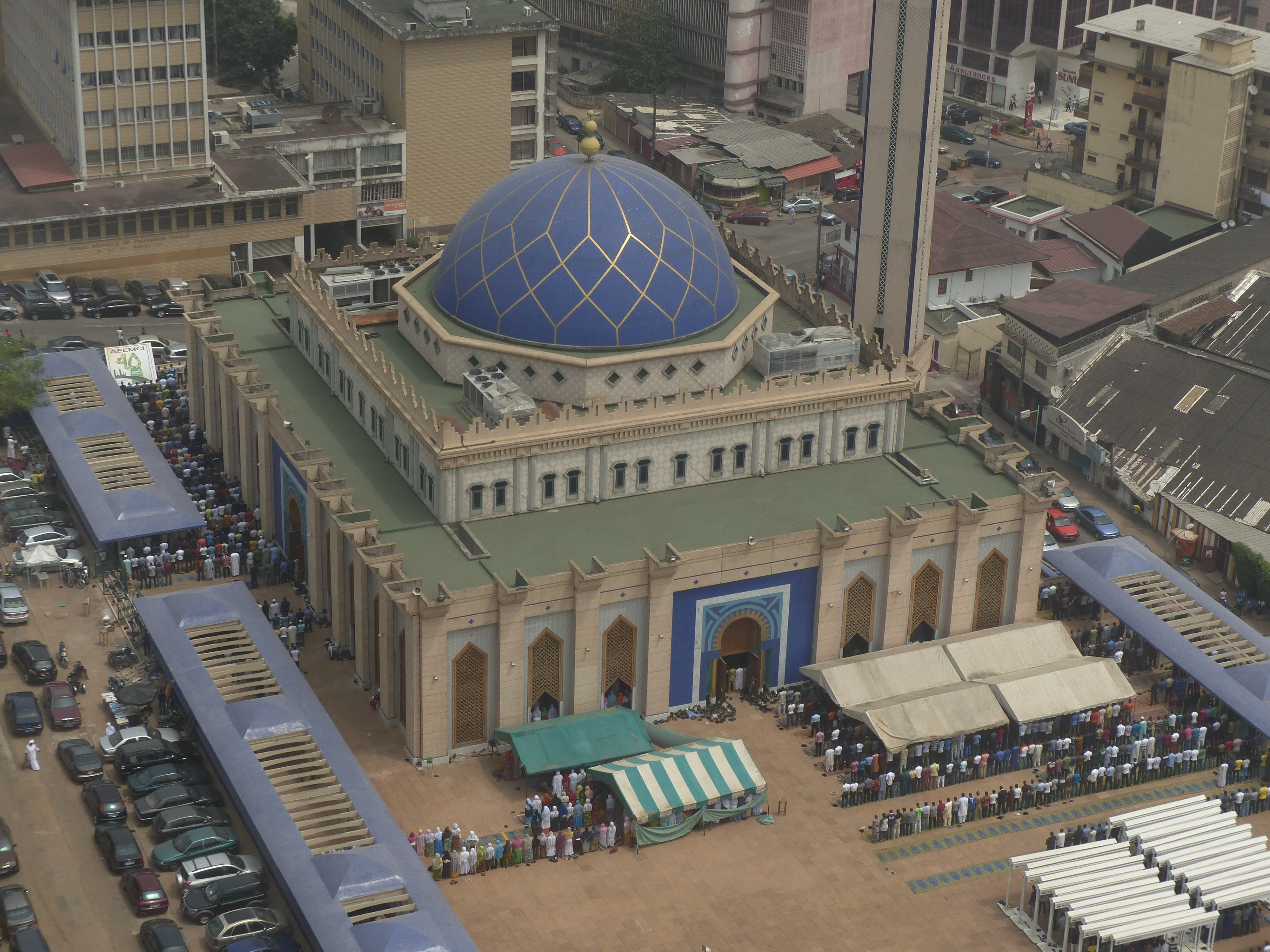
Meczet w Abidżanie

Struktura religijna kraju według spisu z 2014:
- islam – 42,4%,
- brak religii – 18,9%,
- katolicyzm – 17,0%,

- protestantyzm – 13,4%,

- animizm – 3,6%,
- inni chrześcijanie – 2,2%,

- Église harriste – 0,74%,
- Niebiański Kościół Chrystusa – 0,44%,
- inne religie lub niezadeklarowani – 1,55%.

## Ustrój polityczny
Wybrzeże Kości Słoniowej jest demokratycznym państwem, ma system prezydencki z powszechnym prawem wyborczym. W 2016 roku zaczęła obowiązywać nowa konstytucja, która znacząco przemodelowała ustrój polityczny kraju. Prezydent Wybrzeża Kości Słoniowej jest jedynym organem władzy wykonawczej; jest wybierany w wyborach bezpośrednich na okres 5 lat. Obecnie nie istnieje limit kadencji, jednak od wyborów w 2020 prezydent będzie mógł sprawować urząd przez co najwyżej dwie kadencje. Prezydent jest szefem rządu i naczelnym dowódcą sił zbrojnych, przysługuje mu prawo darowania kar oraz może wydawać rozporządzenia. Władzę ustawodawczą tworzy bikameralny parlament: Zgromadzenie Narodowe i Senat. 225 posłów wybieranych jest na 5-letnią kadencję według ordynacji większościowej. W Senacie zasiada 99 senatorów na; 33 wybiera prezydent, a 66 jest wybieranych w wyborach pośrednich przez kolegium elektorskie (po 2 z każdego regionu i dystryktu wydzielonego). Długość kadencji Senatu wynosi 5 lat.
System prawny Wybrzeża Kości Słoniowej bazuje na francuskim kodeksie cywilnym. Najniższym szczeblem sądownictwa są sądy pokoju. Nad nimi są sądy pierwszej instancji oraz sądy apelacyjne. Najwyższym szczeblem jest Sąd Najwyższy z siedzibą w Abidżanie.
W rankingu Freedom in the World z 2019 Wybrzeże Kości Słoniowej otrzymało status „częściowo wolny”, uzyskując 51 na 100 punktów.

## Siły zbrojne
Siły Zbrojne Wybrzeża Kości Słoniowej (fr. Forces Armées de Côte d’Ivoire) składają się z wojsk lądowych, sił powietrznych, marynarki wojennej oraz żandarmerii narodowej. W kwietniu 1961 roku nowy rząd podpisał z Francją Porozumienie o Technicznej Pomocy Wojskowej, które zobligowało ją do pomocy przy tworzeniu wojsk. Umowa pozwoliła także na dalszą obecność armii francuskiej w kraju oraz pozwoliła rządowi na zwrócenie się o pomoc w przypadku agresji innych państw lub niepokojów społecznych. Do końca 1962 armia WKS liczyła 5 tys. żołnierzy, a większość z nich służyła wcześniej we francuskich siłach zbrojnych.
Według rankingu Global Firepower (2018) iworyjskie siły zbrojne stanowią 119. siłę militarną świata, z rocznym budżetem na cele obronne w wysokości 440 mln dolarów (USD).
Siły zbrojne są słabo uzbrojone, a większość wyposażenia pochodzi z lat 80., kiedy było ono dostarczane w ramach francuskich dotacji wojskowych. Podczas rządów Laurenta Gbagbo zakupiono duże ilości używanej broni radzieckiej od Angoli, Ukrainy i Białorusi. Uzbrojenie sił zbrojnych Wybrzeża w 2018 roku składało się z: 2 śmigłowców transportowych, 5 czołgów, 85 opancerzonych pojazdów bojowych, 36 zestawów artylerii holowanej oraz 5 okrętów patrolowych.
W 2017 roku armia liczyła 22 tys. zawodowych żołnierzy.
W 2012 roku Wybrzeże Kości Słoniowej i Francja zawiązały umowę o partnerstwie obronnym, dzięki któremu od 2015 roku na WKS stacjonują Siły Francuskie. W marcu 2021 roku było to 950 żołnierzy. Francuska Biała Księga Obrony i Bezpieczeństwa Narodowego, utworzona w 2013 roku uznaje ten region jako priorytetowy dla Francji.

## Gospodarka
Wybrzeże Kości Słoniowej jest jedną z najszybciej rozwijających się gospodarek świata. W latach 2012–2017 wzrost gospodarczy wyniósł średnio 8,8% rocznie. W regionie pełni rolę ważnego kraju tranzytowego dla państw niemających dostępu do Zatoki Gwinejskiej. Znaczenie rolnictwa w gospodarce stopniowo spada od lat 90. XX wieku (z chwilowym wzrostem w trakcie II wojny domowej), jednak wciąż odpowiada za niemal 20% PKB kraju. W 1981 r. Wybrzeże Kości Słoniowej po raz pierwszy rozpoczęło wydobycie ropy naftowej z podmorskiego złoża Belier, położonego ok. 65 km na wschód od Abidżanu. Coraz większą rolę pełni przemysł, którego udział w gospodarce zwiększył się z 20,3% w 1996 do 28,3% w 2015.
W 2019 roku został umieszczony na 78. miejscu w rankingu wolności gospodarczej wśród gospodarek „umiarkowanie wolnych”.
W 2017 roku sytuacja finansowa państwa uległa pogorszeniu. Deficyt budżetowy wzrósł z 2,9% PKB w 2015 do 4,5% PKB, a dług publiczny wyniósł 50,1% wartości PKB (w porównaniu do 47,1% w 2015). Wynikało to ze stagnacji dochodów budżetowych oraz zwiększonych wydatków na bezpieczeństwo oraz politykę społeczną.

### Emisja gazów cieplarnianych
Emisja dwutlenku węgla z paliw kopalnych w Wybrzeżu Kości Słoniowej wynosiła w 1990 3,020 Mt rocznie, podczas gdy w roku 2017 12,505 Mt. Po przeliczeniu na mieszkańca oznacza to odpowiednio 0,246 t i 0,515 t, a na tysiąc dolarów amerykańskich produktu krajowego brutto – 0,077 t i 0,143 t. Przez większość tego okresu głównymi branżami odpowiedzialnymi za tę emisję były transport i energetyka, a największy wzrost (903%) nastąpił w drugiej z nich.

## Podział administracyjny
Wybrzeże Kości Słoniowej podzielone jest na 14 dystryktów.

## Największe miasta
| Lp. | Miasto    | Prowincja          | Liczba mieszkańców (2014 rok) |
| --- | --------- | ------------------ | ----------------------------- |
| 1   | Abidżan   | Lagunes            | 4 707 404                     |
| 2   | Bouaké    | Vallée du Bandama  | 608 138                       |
| 3   | Daloa     | Haut-Sassandra     | 319 427                       |
| 4   | Jamusukro | Lacs               | 310 056                       |
| 5   | Korhogo   | Savanes            | 286 071                       |
| 6   | San Pédro | Bas-Sassandra      | 261 616                       |
| 7   | Gagnoa    | Fromager           | 213 918                       |
| 8   | Man       | Dix-huit Montagnes | 188 704                       |
| 9   | Divo      | Sud-Bandama        | 179 455                       |
| 10  | Soubré    | Bas-Sassandra      | 175 163                       |